# Campo de concentración de Miranda de Ebro
Campo de concentración de Miranda de Ebro was een concentratiekamp in de Spaanse stad Miranda de Ebro, ongeveer 300 km ten noorden van Madrid.
Het kamp stamde uit de tijd van de Spaanse Burgeroorlog (1936-1939) en diende toen als gevangenkamp voor de tegenstanders van generalíssimo Francisco Franco y Bahamonde. Om het kamp stond een betonnen muur, afgezet met prikkeldraad, en om de 50 meter stond een wachthuisje. Boven de toegangspoort stond "Todo por la Patria". Daarachter lag het Plaza del Generalisimo waar 's ochtends appel gehouden werd. Op dat plein was de enige drinkwaterfontein. Achter het plein stonden twee rijen van vijftien witte gevangenenbarakken. Er waren ook werkplaatsen, magazijnen en een ziekenbarak. Naast het plein was de barak van de commandant, die aan de keukenbarak grensde.
Tijdens de Tweede Wereldoorlog kreeg het kamp echter een alternatieve bestemming: ongeveer 65.000 Spanjaarden en illegale buitenlanders in afwachting van hun uitzetting werden in Miranda de Ebro geïnterneerd. Deze zogeheten illegale groep bestond uit vluchtelingen (joods en niet-joods), neergeschoten piloten, geallieerde militairen en Duitse deserteurs of collaborateurs. Tijdens de oorlog werd de oppervlakte van het kamp verdubbeld. In 1947 werd het gesloten.
De kampleiding liet de interne aangelegenheden over aan de kampbewoners. Deze stonden onder leiding van cabo's. Zij regelden de werkverdeling en hielden orde. De cabo's waren al aangesteld toen de Nederlanders in het kamp aankwamen.
Verder had iedere nationaliteit een persoon aangewezen die contact onderhield met de ambassade of het consulaat. Hij overlegde met de andere 'chefs' en was verantwoordelijk voor het verdelen van de voedselpakketten.
Op de plek van het voormalige kamp staat nu een petrochemische fabriek.

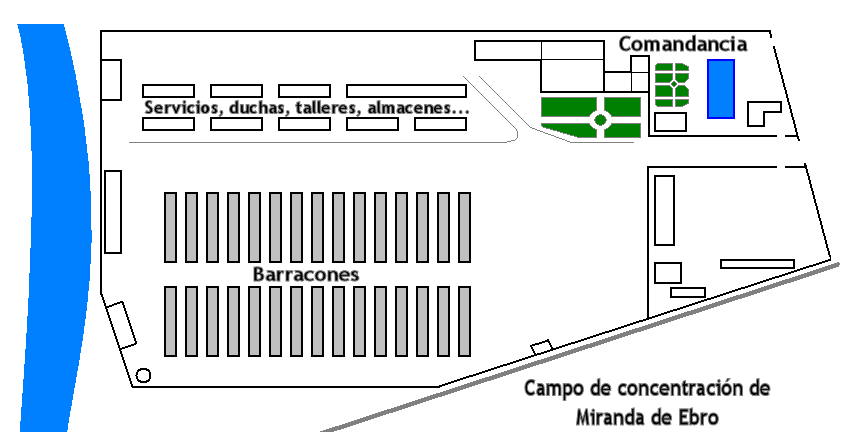
Plattegrond van het kamp in Miranda de Ebro

## Nederlandse gevangenen
In de periode 1940-1944 zaten er ook bijna 350 Nederlanders gevangen in het kamp. Ongeveer twintig van hen hadden tijdens de Spaanse Burgeroorlog tegen Franco gevochten. De andere Nederlanders waren van verschillende pluimage. Zo was een groot deel gevlucht vanwege (dreigende) vervolging, maar er waren ook Nederlanders die uit eigen beweging uitweken. In die laatste categorie vielen de zogeheten Engelandvaarders.
De Nederlandse ambassadeur in Madrid was mr. C. H. J. Schuller tot Peursum. Zijn gezant jhr. Ernest van Panhuys bracht af en toe een bezoek aan Miranda, maar meer hulp kregen de Nederlandse gevangenen van de Engelse ambassade. Noch de regering in Londen, noch de ambassade, noch het Rode Kruis, trok zich de eerste jaren iets van de Nederlandse gevangenen aan. Hulp kwam pas op gang vanaf september 1943, waaronder financiële hulp en voedselpakketten, nadat kolonel Somer in Londen had gemerkt dat de doorstroming van Engelandvaarders erg stagneerde en naar Spanje was gegaan om poolshoogte te nemen.
- Victor Asselberghs en zijn broers Edgar en Erik
- Pierre Louis d'Aulnis de Bourouill 29/4/41 - ?/6/1941
- Robert de Brauw 1943
- Ben Buunk, paar maanden in 1943
- Klaas Conijn 1943
- Willy Cuppens v.a. 27/7/1943
- Frans Theodoor Dijckmeester 1943
- Jan ter Doest ?/1942 - 20/1/1943
- Piet Droog
- Cees Droogleever Fortuyn 29/4/41
- Ralph Hartog
- Wim Henneman
- Hubertus Houben 3/6/1943 - 2/7/1943
- Henri Houben 3/6/1943 - 2/7/1943
- Piet Kerssens mei 1941 - ?
- Gerrit Kroon maart 1943
- Gerrit Jan Kuenen dec. 1942
- Loek Labruyère 1941
- Koos Lips 8/1/1942 - 5/5/1943
- B A Jessurun Lobo 28/4/1941-?
- Jacobus Eugène van Loon 1943 - 22/5/1943
- Coen Manders
- Fons Melissen
- Kees Melissen
- W A H Melissen
- Jan Meyer
- Giles de Neve alias Gill de Neve-Green
- Marinus Richel 08/12/1941-26/06/1943
- Adam Andreas Marie van Rijsewijk 1943
- Robert R.M. Rosen Jacobson
- Eduard Willem Rutteman 1943
- Maarten Hendrick Rutteman 1943
- Gerard Scheltens 1942
- Ru van Stolk 1941
- Martinus Adolph Cornelis Sutherland 1942
- Sam Timmers Verhoeven ?/4 1943 - ?/7/1943
- Willem Tuin
- Felix Vigeveno
- Wijnandus Antonius Maria Visser 1942-1943
- Ger van der Weerd 1943
- August van Weezel Errens
- Jan Weve
- Hugo Wilmar
- Robert van Win
- Jan Wynekes ?/5/1941-?/5//1941 (1 week)

## Belgische gevangenen
Op 16 december 1941 schatten de Engelsen het aantal Belgen dat in Miranda gevangen zat op 150. Bij dit aantal moeten we minstens 75 Canadians of Belgian origin optellen (Belgen die zich voordoen als Canadezen om te vermijden dat ze teruggestuurd worden naar België).
Bekende gevangenen:
- Ghislain de Behault 19/08/1941 - 15/10/1941
- Philippe de Liedekerke 1942
- René Lagrou mei 1945 - 1947

## Franse gevangenen
- Joseph Gualter (1921-2012) tot 27 juni 1943, oprichter van de Chemin de la Liberté in 1994